# Jorgos Jakumakis
Jorgos Jakumakis (gr. Γιώργος Γιακουμάκης, ur. 9 grudnia 1994 w Heraklionie) – grecki piłkarz występujący na pozycji środkowego napastnika w meksykańskim klubie Cruz Azul oraz w reprezentacji Grecji.

## Kariera klubowa
Urodził się w Heraklionie, największym mieście na wyspie Kreta. Jest wychowankiem klubu PO Atsaleniu. W 2011 roku został włączony do składu pierwszego zespołu. W dalszej kolejności występował w FC Platanias, AO Episkopis, AEK Ateny, OFI 1925 oraz Górniku Zabrze. W sierpniu 2020 roku został graczem VVV Venlo.

## Kariera reprezentacyjna
30 marca 2015 został powołany przez selekcjonera Kostasa Tsanasa w miejsce Nikolaosa Joanidisa na mecz z Chorwacją U-21. Napastnikowi udało się zadebiutować w tym meczu. Był powołany na dwa mecze eliminacyjne Mistrzostw Europy U-21 2017, jednak nie rozegrał w nich ani minuty. Łącznie w kadrze do lat 21. rozegrał 3 mecze, spędzając na boisku 100 minut. 
5 listopada 2020 otrzymał od selekcjonera Johna van ’t Schipa powołanie do seniorskiej reprezentacji Grecji na towarzyski mecz z Cyprem (2:1). W meczu rozegranym 11 listopada 2020 wyszedł w pierwszym składzie i zdobył bramkę, podwyższając wynik na 2:0.

## Statystyki kariery

### Statystyki klubowe
| Klub                 | Sezon              | Liga                   | Liga    | Liga   | Puchar kraju | Puchar kraju | Kontynentalne | Kontynentalne | Inne    | Inne   | Suma    | Suma   |
| Klub                 | Sezon              | Poziom                 | Występy | Bramki | Występy      | Bramki       | Występy       | Bramki        | Występy | Bramki | Występy | Bramki |
| -------------------- | ------------------ | ---------------------- | ------- | ------ | ------------ | ------------ | ------------- | ------------- | ------- | ------ | ------- | ------ |
| AO Atsaleniu         | 2011/2012          | Delta Etniki, gr. 10   | 23      | 8      | —            | —            | —             | —             | —       | —      | 23      | 8      |
| FC Platanias         | 2012/2013          | Superleague Ellada     | 9       | 0      | 3            | 0            | —             | —             | —       | —      | 12      | 0      |
| FC Platanias         | 2013/2014          | Superleague Ellada     | 5       | 0      | 0            | 0            | —             | —             | —       | —      | 5       | 0      |
| FC Platanias         | 2014/2015          | Superleague Ellada     | 9       | 1      | 1            | 0            | —             | —             | —       | —      | 10      | 1      |
| FC Platanias         | 2015/2016          | Superleague Ellada     | 10      | 2      | 0            | 0            | —             | —             | —       | —      | 10      | 2      |
| FC Platanias         | 2016/2017          | Superleague Ellada     | 26      | 11     | 4            | 1            | —             | —             | —       | —      | 30      | 12     |
| FC Platanias         | Łącznie            | Łącznie                | 59      | 14     | 8            | 1            | —             | —             | —       | —      | 67      | 15     |
| AO Episkopi (wyp.)   | 2013/2014          | Football League Greece | 11      | 2      | —            | —            | —             | —             | —       | —      | 11      | 2      |
| AEK                  | 2017/2018          | Superleague Ellada     | 11      | 1      | 6            | 1            | 4             | 0             | —       | —      | 21      | 2      |
| AEK                  | 2018/2019          | Superleague Ellada     | 6       | 0      | 2            | 1            | 3             | 0             | —       | —      | 11      | 1      |
| AEK                  | 2019/2020          | Superleague Ellada     | 13      | 0      | 1            | 0            | 2             | 0             | —       | —      | 16      | 0      |
| AEK                  | Łącznie            | Łącznie                | 30      | 1      | 9            | 2            | 9             | 0             | —       | —      | 48      | 3      |
| OFI 1925 (wyp.)      | 2018/2019          | Superleague Ellada     | 10      | 2      | 0            | 0            | —             | —             | —       | —      | 10      | 2      |
| Górnik Zabrze (wyp.) | 2019/2020          | Ekstraklasa            | 12      | 3      | —            | —            | —             | —             | —       | —      | 12      | 3      |
| VVV Venlo            | 2020/2021          | Eredivisie             | 30      | 26     | 3            | 3            | —             | —             | —       | —      | 33      | 29     |
| Celtic F.C.          | 2021/2022          | Scottish Premiership   | 21      | 13     | 3            | 4            | 5             | 0             | 0       | 0      | 29      | 17     |
| Łącznie w karierze   | Łącznie w karierze | Łącznie w karierze     | 196     | 69     | 23           | 10           | 14            | 0             | 0       | 0      | 233     | 79     |

### Bramki w reprezentacji
| Lp. | Data              | Miejsce                              | Przeciwnik | Bramka | Rezultat | Ranga meczu     |
| --- | ----------------- | ------------------------------------ | ---------- | ------ | -------- | --------------- |
| 1.  | 11 listopada 2020 | Stadion im. Jeorjosa Kamarasa, Ateny | Cypr       | 2:0    | 2:1      | Mecz towarzyski |